# Paul Snijders
Paulus Pieter Mattheus (Paul) Snijders (Groningen, 4 mei 1954) is een voormalig Nederlands uitgever en margedrukker, anno 2019 publicist en antiquaar bij antiquariaat Fokas Holthuis.

## Loopbaan
Snijders studeerde in 1983 af aan de Academie voor Kunst en Industrie te Enschede, waar Abe Kuipers zijn belangrijkste docent was. Zijn eindexamenproject was het door hem geschreven en gedrukte boekje: Jhr. J.H. Ram. Indirect licht op Louis Couperus. Later publiceerde hij nog andere artikelen die verband hielden met Louis Couperus of met Couperus en het Haagse zedenschandaal van 1920. In 1988 droeg Johan Polak zijn bundel Oscar Wilde in Nederland aan hem op.

### Private press
Dit boek was echter niet zijn eerste uitgave; hij publiceerde al eerder andere uitgaven, meestal onder het imprint PS, vaak ook als gelegenheidsuitgave (zie hiervoor onderstaande lijst van door hem gedrukte uitgaven). Zijn uitgaven waren, zoals gebruikelijk bij private presses, handgedrukte uitgaven in kleine oplagen van bijzondere teksten, meestal poëzie, die voor grotere oplagen commercieel niet interessant zijn. Daarnaast verschenen van hem uitgaven van bijvoorbeeld Paul van Capelleveen, Peter Coret en Peter Heringa in eerste druk, die later in wél commerciële uitgaven verschenen. In Snijders' uitgaven stonden vaak originele illustraties van zijn hand.

### Boekenwereld
Snijders werkte tussen 1983 en 1986 bij Binderij Phoenix, dat toen nog onder leiding stond van meesterbinder David Simaleavich; deze samenwerking resulteerde in de uitgave April's Fool. Daarna werkte hij steeds in het boekenvak/antiquariaat, alvorens associé te worden bij Antiquariaat Fokas Holthuis.
Hij werkte ook mee aan boekenveilingverslagen voor het tijdschrift De Boekenwereld en deed daarnaast onderzoek naar de geschiedenis van het homoseksuele leven in Nederland, waarover hij enige artikelen schreef.

### Gedrukte of gezette uitgaven
- Arends, Jan, In elkaar. [Enschede], Paul Snijders, [1980]. [Mini-vouwblaadje. Met de hand gezet en gedrukt door Paul Snijders in witte inkt op donkerbruin Japans papier in een oplage van 29 exemplaren].
- Capelleveen, Paul van. Antidateringen. Deventer/Den Haag, [Paul Snijders, 1985. Ingenaaid in omslag. (4) p. Met de hand gezet en gedrukt door Paul Snijders in een oplage van slechts 16 exemplaren.]
- Capelleveen, Paul van. Het jongetje. (Met een monogram gesneden door Pam G. Rueter). [Deventer], Paul Snijders, [1984. Vouwblad. Met de hand gezet en gedrukt door Paul Snijders in paars en zwart in 52 plus enkele exemplaren.]
- Coret, Peter, Quintijn voor Harry G.M. Prick. [Deventer, Paul Snijders, 1983. Vouwblad. Met de hand gezet en gedrukt door Paul Snijders in een oplage van 25 exemplaren.]
- Drs. P, Meconium Blues. (Met een handgekleurde illustratie door John Stuivenberg). Amsterdam, Phoenix Productions, [1985. Ingenaaid met stofomslag. (16) p. Met de hand gezet en gedrukt door Paul Snijders in een oplage van 50 genummerde en door de auteur gesigneerde exemplaren.]
- In vriendschap opgedragen aan Ger Kleis. Tien jaar Sub Signo Libelli. 8 augustus 1984. [Gedrukt door elf verschillende drukkers in een oplage van 52 genummerde exemplaren. Hierin opgenomen: Paul van Capelleveen, Het jongetje. Gedrukt in paars en zwart door Paul Snijders.]
- Leberecht, Peter (= Peter Heringa). Lame bird. Eight exercises for the left hand. [Amsterdam], The IHF Battle Fund, 1985. [Losbladig. 16 p. Met de hand gezet en gedrukt door Paul Snijders in een oplage van 40 exemplaren.]
- Leopold, J.H. Wij avondkinderen. Enschede, Paul Snijders, 1981. [Vouwblad. Met de hand gezet en gedrukt door Paul Snijders in blauw en zwart in een oplage van 45 exemplaren op diverse soorten papier].
- Liebentrau, H.G. (= Peter Heringa). Quasi una romanza. (Met een illustratie door Madeleen Brinkman). [Deventer, Paul Snijders, 1986). Vouwblad. Met de hand gezet en gedrukt door Paul Snijders in een oplage van 35 genummerde exemplaren plus 7 ongenummerde.]
- [Liebentrau, H.G. (= Peter Heringa)]. Everglades. Hamba Ngehashi to a friend. (Met een monogram gesneden door Pam G. Rueter). [Amsterdam], Perseveranter, [1984. Vouwblad. Met de hand gezet en gedrukt door Paul Snijders in blauw en zwart in een oplage van 45 exemplaren.]
- Moennoz, Albert C. À P.C.B. [Met een nawoord door Harry G.M. Prick]. Deventer, [Paul Snijders], 1985. [Ingenaaid in (op de verguldpers) met grijs en wit bedrukt omslag. (4) p. Met de hand gezet en gedrukt door Paul Snijders in een oplage van 42 genummerde exemplaren.]
- Sagitta [= John Henry Mackay ]. Da ging auch er auf die Strassen... (Met een originele aquatint door Paul Snijders). Deventer, Paul Snijders, 1982. [Ingenaaid in een omslag van aan beide zijden in aquatint bedrukt papier en met een schutblad van eveneens in aquatint gedecoreerd Japans papier. (8) p. Met de hand gezet en gedrukt door Paul Snijders op zwaar papier in een oplage van 35 genummerde exemplaren.]
- Shakespeare, William. The phoenix and the turtle. [Amsterdam, Phoenix editions], 1984. [Ingenaaid met stofomslag. (20) p. Met de hand gezet door Paul Snijders en gedrukt door Rob Cox in een oplage van 100 genummerde exemplaren.]
- Snijders, Paul. A is een analphabeet. (Met illustraties door de auteur). Deventer, PS [= Paul Snijders], 1983. Geniet. (24) p. [Gedrukt in offset, in facsimile van het handschrift in een oplage van ongeveer 75 exemplaren.]
- Snijders, Paul. Elegie bij Abe's Afscheid van de Aki. [Enschede], Paul Snijders, 1981. Vouwblad in omslag. [Met de hand gezet en gedrukt door Paul Snijders in een oplage van 10 exemplaren in 'boekvorm'. Acrostichon, uitgegeven ter gelegenheid van het afscheid van Abe Kuipers als docent typografie aan de kunstacademie AKI te Enschede.]
- Snijders, Paul. F T a p t ij O 7. [Enschede, Paul Snijders, 1980. Ingenaaid. (16) p. Vervaardigd in een oplage van slechts 3 exemplaren].
- Snijders, Paul. Je bent gedroomd. Enschede, [Paul Snijders], 1980. Ingenaaid. (8) p. [Met de hand gezet en gedrukt door Paul Snijders in een oplage van slechts 18 exemplaren.]
- Stevens, Wallace. (Liebentrau (vert.), H.G.) Adagia. [Deventer, (Paul Snijders, 1986. Vouwblad in omslag. Met de hand gezet en gedrukt door Paul Snijders in blauw, geel en zwart in een oplage van 27 exemplaren.]
- [ Villon, François ]. Où sont les neiges d'antan? (Met een houtgravure door Paul Snijders). [Enschede, Paul Snijders, 1980. Losbladig. (8) p. Met de hand gezet en gedrukt door Paul Snijders in een oplage van 45 exemplaren.]
- Whitman, Walt. Canto XIX. O camerado close! (Met een originele aquatint in groen door Paul Snijders.). [Deventer], PS [= Paul Snijders], 1982. [Vouwblad. Met de hand gezet en gedrukt door Paul Snijders in een oplage van 36 genummerde exemplaren.]

### Geschreven of geïllustreerde publicaties
- Baake, Bart Boumans, Paul Snijders, Frans ... [et al.], Ziedaar! [Enschede, AKI, 1981].
- Ferlinghetti, Lawrence. Christ climbed down. [Met een illustratie door Paul Snijders]. [Amsterdam], Binderij Phoenix/Phoenix editions, 1985. Vouwblad in omslag (met extra flap) van botanisch papier. [Gedrukt door Ger Rustenburg in een beperkte oplage].
- Kleis (inl.), Ger. April's Fool. A glimpse of the first four years. Amsterdam. Amsterdam, Phoenix Editions, 1985. [De geschiedenis van de eerste vier jaar van Binderij Phoenix, met uitgebreide beschrijvingen (door Paul Snijders) van 23 bijzondere banden (waaronder vijf Sub Signo Libelli-uitgaven).]
- Meer en Paul Snijders, Theo van der, ' 'Ernstige moraliteits-toestanden in de residentie'. Een 'whodunnit' over het Haagse zedenschandaal van 1920', in: Pro memorie. Bijdragen tot de rechtsgeschiedenis der Nederlanden 4 (2002), 2, p. 373-407.
- Snijders, Paul, '"Ein echter Schwuler schmeisst nix weg". Notizen eines Sammlers', in: Emanzipation hinter der Weltstadt. Adolf Brand und die Gemeinschaft der Eigenen. Katalog zur Ausstellung vom 7. Oktober bis 17. November 2000 in Berlin-Friedrichshagen. Red. Marita Keilson-Lauritz en Rolf F. Lang. Berlin-Friedrichshagen, Müggel Verlag, 2000, p. 40-53.
- Snijders, Paul, 'François, Joannes Henri', in: Robert Aldrich en Garry Wotherspoon (redactie), Who's Who in Gay & Lesbian History. London/ New York, 2001.
- Snijders, Paul, 'Jacques d'Adelswärd-Fersen und seine Zeitschrift Akademos', in: Jacques d'Adelswärd-Fersen. Dandy und Poet. Annäherungen. Red. Wolfgang Setz. Hamburg, MännerschwarmSkript Verlag - Bibliothek rosa Winkel 38, 2005, p. 142-186.
- Snijders, Paul. Jhr. J.H. Ram. Indirect licht op Louis Couperus. Deventer, PS [= Paul Snijders], 1983. (2), 22 p. [Geïllustreerd. Met de hand gezet en gedrukt door Paul Snijders in een oplage van 55 genummerde exemplaren.]
- Snijders, Paul, 'De komeet van Fersen. Het literaire tijdschrift AKADEMOS (1909)', in: De Parelduiker 1 (1996) 1 (maart), p. 39-51.
- [Snijders, Paul ... et al.], Het kunst-ABC. [Enschede], De Blinde Aap, 1983.
- Snijders, Paul, 'De legenden van de Roze Lust. Het Haagse Zedenschandaal van 1920', in: Arabesken. Tijdschrift van het Louis Couperus Genootschap 11 (2003) 22 (november), p. 17-26.
- Snijders, Paul, 'Pijlen van naamloze liefde. John Henry Mackay (1864-1933)', in: Pijlen van naamloze liefde. Pioniers van de homo-emancipatie. Amsterdam, SUA, 1988.
- Snijders, Paul, 'Ries, Leopold Abraham', in: Robert Aldrich en Garry Wotherspoon (redactie), Who's Who in Gay & Lesbian History. London/ New York, 2001.
- Snijders, Paul, 'Das Schicksal frischer Männchen', in: Capri. Zeitschrift für schwule Geschichte 4 (1992) juni, p. 44-48. [Over het boek Die sexuelle Osphresiologie (1900, 1906) van Iwan Bloch (gepubliceerd onder het pseudoniem Albert Hagen).]
- Snijders, Paul, 'Schouten, Hubertus Johannes', in: Robert Aldrich en Garry Wotherspoon (redactie), Who's Who in Gay & Lesbian History. London/ New York, 2001.
- Snijders, Paul, 'Soo ruyckt ge wat kruydigh. Verkeerde lusten in vroeger tijden', in: Gay 2002. Cultureel jaarboek voor mannen. Amsterdam, Vassallucci, 2001, p. 106-115. [Het is een vergelijking van 17e- en 18e-eeuwse vertalingen van homopassages uit de Satyren van Juvenalis.]
- Snijders, Paul, 'Een talent voor vriendschap. Johan Ram en Louis Couperus', in: De Parelduiker 1 (1996) 2 (mei), p. 26-36
- Snijders, Paul, 'Un uomo dolce', in: Nieuwsbulletin [Louis Couperus-Genootschap] (1999), afl. 14 (oktober), p. 27-29.
- Weel en Paul Snijders, Hans van, 'Levenslang strijden voor rechtvaardigheid. Jonkheer Jacob Anton Schorer (1866-1957)', in: Pijlen van naamloze liefde. Pioniers van de homo-emancipatie. Amsterdam, SUA, 1988.
- Weel en Paul Snijders, Hans van, 'Met trots en zelfbewustheid. Joannes Henri François (1884-1948)', in: Pijlen van naamloze liefde. Pioniers van de homo-emancipatie. Amsterdam, SUA, 1988.
- Weel en Paul Snijders, Hans van, 'Een schande voor ons land. Mr. G. Helpman (1865-1935)', in: Pijlen van naamloze liefde. Pioniers van de homo-emancipatie. Amsterdam, SUA, 1988.
- Snijders, Paul & Marieke van Delft, met medewerking van Fokas Holthuis, De Couturedoos, Van Krimpen-vondsten voor het Huis van het boek, Stichting Vrienden Museum Meermanno, Den Haag, 2022